# Championnats d'Europe de karaté juniors et cadets 2012
 (janvier 2025).
Les championnats d'Europe de karaté juniors et cadets 2012 ont lieu en février 2012 en Azerbaïdjan, dans une ville hôte qui n'avait pas été désignée en date du 3 février 2008. Il devrait s'agir de la 39e édition des championnats d'Europe de karaté juniors et cadets.

## Résultats

### Cadets

#### Kata
| Rang | Pays    | Karatéka |
| ---- | ------- | -------- |
| 1    | À venir | À venir  |
| 2    | À venir | À venir  |
| 3    | À venir | À venir  |
| 3    | À venir | À venir  |
| 5    | À venir | À venir  |
| 5    | À venir | À venir  |
| 7    | À venir | À venir  |
| 7    | À venir | À venir  |

| Rang | Pays    | Karatéka |
| ---- | ------- | -------- |
| 1    | À venir | À venir  |
| 2    | À venir | À venir  |
| 3    | À venir | À venir  |
| 3    | À venir | À venir  |
| 5    | À venir | À venir  |
| 5    | À venir | À venir  |
| 7    | À venir | À venir  |
| 7    | À venir | À venir  |

#### Kumite

##### Kumitemasculin
| Rang | Pays    | Karatéka |
| ---- | ------- | -------- |
| 1    | À venir | À venir  |
| 2    | À venir | À venir  |
| 3    | À venir | À venir  |
| 3    | À venir | À venir  |
| 5    | À venir | À venir  |
| 5    | À venir | À venir  |
| 7    | À venir | À venir  |
| 7    | À venir | À venir  |

| Rang | Pays    | Karatéka |
| ---- | ------- | -------- |
| 1    | À venir | À venir  |
| 2    | À venir | À venir  |
| 3    | À venir | À venir  |
| 3    | À venir | À venir  |
| 5    | À venir | À venir  |
| 5    | À venir | À venir  |
| 7    | À venir | À venir  |
| 7    | À venir | À venir  |

| Rang | Pays    | Karatéka |
| ---- | ------- | -------- |
| 1    | À venir | À venir  |
| 2    | À venir | À venir  |
| 3    | À venir | À venir  |
| 3    | À venir | À venir  |
| 5    | À venir | À venir  |
| 5    | À venir | À venir  |
| 7    | À venir | À venir  |
| 7    | À venir | À venir  |

| Rang | Pays    | Karatéka |
| ---- | ------- | -------- |
| 1    | À venir | À venir  |
| 2    | À venir | À venir  |
| 3    | À venir | À venir  |
| 3    | À venir | À venir  |
| 5    | À venir | À venir  |
| 5    | À venir | À venir  |
| 7    | À venir | À venir  |
| 7    | À venir | À venir  |

| Rang | Pays    | Karatéka |
| ---- | ------- | -------- |
| 1    | À venir | À venir  |
| 2    | À venir | À venir  |
| 3    | À venir | À venir  |
| 3    | À venir | À venir  |
| 5    | À venir | À venir  |
| 5    | À venir | À venir  |
| 7    | À venir | À venir  |
| 7    | À venir | À venir  |

| Rang | Pays    | Karatéka |
| ---- | ------- | -------- |
| 1    | À venir | À venir  |
| 2    | À venir | À venir  |
| 3    | À venir | À venir  |
| 3    | À venir | À venir  |
| 5    | À venir | À venir  |
| 5    | À venir | À venir  |
| 7    | À venir | À venir  |
| 7    | À venir | À venir  |

##### Kumiteféminin
| Rang | Pays    | Karatéka |
| ---- | ------- | -------- |
| 1    | À venir | À venir  |
| 2    | À venir | À venir  |
| 3    | À venir | À venir  |
| 3    | À venir | À venir  |
| 5    | À venir | À venir  |
| 5    | À venir | À venir  |
| 7    | À venir | À venir  |
| 7    | À venir | À venir  |

| Rang | Pays    | Karatéka |
| ---- | ------- | -------- |
| 1    | À venir | À venir  |
| 2    | À venir | À venir  |
| 3    | À venir | À venir  |
| 3    | À venir | À venir  |
| 5    | À venir | À venir  |
| 5    | À venir | À venir  |
| 7    | À venir | À venir  |
| 7    | À venir | À venir  |

| Rang | Pays    | Karatéka |
| ---- | ------- | -------- |
| 1    | À venir | À venir  |
| 2    | À venir | À venir  |
| 3    | À venir | À venir  |
| 3    | À venir | À venir  |
| 5    | À venir | À venir  |
| 5    | À venir | À venir  |
| 7    | À venir | À venir  |
| 7    | À venir | À venir  |

### Juniors

#### Épreuves individuelles

##### Kata
| Rang | Pays    | Karatéka |
| ---- | ------- | -------- |
| 1    | À venir | À venir  |
| 2    | À venir | À venir  |
| 3    | À venir | À venir  |
| 3    | À venir | À venir  |
| 5    | À venir | À venir  |
| 5    | À venir | À venir  |
| 7    | À venir | À venir  |
| 7    | À venir | À venir  |

| Rang | Pays    | Karatéka |
| ---- | ------- | -------- |
| 1    | À venir | À venir  |
| 2    | À venir | À venir  |
| 3    | À venir | À venir  |
| 3    | À venir | À venir  |
| 5    | À venir | À venir  |
| 5    | À venir | À venir  |
| 7    | À venir | À venir  |
| 7    | À venir | À venir  |

##### Kumite

###### Kumitemasculin
| Rang | Pays    | Karatéka |
| ---- | ------- | -------- |
| 1    | À venir | À venir  |
| 2    | À venir | À venir  |
| 3    | À venir | À venir  |
| 3    | À venir | À venir  |
| 5    | À venir | À venir  |
| 5    | À venir | À venir  |
| 7    | À venir | À venir  |
| 7    | À venir | À venir  |

| Rang | Pays    | Karatéka |
| ---- | ------- | -------- |
| 1    | À venir | À venir  |
| 2    | À venir | À venir  |
| 3    | À venir | À venir  |
| 3    | À venir | À venir  |
| 5    | À venir | À venir  |
| 5    | À venir | À venir  |
| 7    | À venir | À venir  |
| 7    | À venir | À venir  |

| Rang | Pays    | Karatéka |
| ---- | ------- | -------- |
| 1    | À venir | À venir  |
| 2    | À venir | À venir  |
| 3    | À venir | À venir  |
| 3    | À venir | À venir  |
| 5    | À venir | À venir  |
| 5    | À venir | À venir  |
| 7    | À venir | À venir  |
| 7    | À venir | À venir  |

| Rang | Pays    | Karatéka |
| ---- | ------- | -------- |
| 1    | À venir | À venir  |
| 2    | À venir | À venir  |
| 3    | À venir | À venir  |
| 3    | À venir | À venir  |
| 5    | À venir | À venir  |
| 5    | À venir | À venir  |
| 7    | À venir | À venir  |
| 7    | À venir | À venir  |

| Rang | Pays    | Karatéka |
| ---- | ------- | -------- |
| 1    | À venir | À venir  |
| 2    | À venir | À venir  |
| 3    | À venir | À venir  |
| 3    | À venir | À venir  |
| 5    | À venir | À venir  |
| 5    | À venir | À venir  |
| 7    | À venir | À venir  |
| 7    | À venir | À venir  |

| Rang | Pays    | Karatéka |
| ---- | ------- | -------- |
| 1    | À venir | À venir  |
| 2    | À venir | À venir  |
| 3    | À venir | À venir  |
| 3    | À venir | À venir  |
| 5    | À venir | À venir  |
| 5    | À venir | À venir  |
| 7    | À venir | À venir  |
| 7    | À venir | À venir  |

###### Kumiteféminin
| Rang | Pays    | Karatéka |
| ---- | ------- | -------- |
| 1    | À venir | À venir  |
| 2    | À venir | À venir  |
| 3    | À venir | À venir  |
| 3    | À venir | À venir  |
| 5    | À venir | À venir  |
| 5    | À venir | À venir  |
| 7    | À venir | À venir  |
| 7    | À venir | À venir  |

| Rang | Pays    | Karatéka |
| ---- | ------- | -------- |
| 1    | À venir | À venir  |
| 2    | À venir | À venir  |
| 3    | À venir | À venir  |
| 3    | À venir | À venir  |
| 5    | À venir | À venir  |
| 5    | À venir | À venir  |
| 7    | À venir | À venir  |
| 7    | À venir | À venir  |

| Rang | Pays    | Karatéka |
| ---- | ------- | -------- |
| 1    | À venir | À venir  |
| 2    | À venir | À venir  |
| 3    | À venir | À venir  |
| 3    | À venir | À venir  |
| 5    | À venir | À venir  |
| 5    | À venir | À venir  |
| 7    | À venir | À venir  |
| 7    | À venir | À venir  |

#### Épreuves par équipes

##### Kata
| Rang | Pays    |
| ---- | ------- |
| 1    | À venir |
| 2    | À venir |
| 3    | À venir |
| 3    | À venir |
| 5    | À venir |
| 5    | À venir |
| 7    | À venir |
| 7    | À venir |

| Rang | Pays    |
| ---- | ------- |
| 1    | À venir |
| 2    | À venir |
| 3    | À venir |
| 3    | À venir |
| 5    | À venir |
| 5    | À venir |
| 7    | À venir |
| 7    | À venir |

##### Kumite
| Rang | Pays    |
| ---- | ------- |
| 1    | À venir |
| 2    | À venir |
| 3    | À venir |
| 3    | À venir |
| 5    | À venir |
| 5    | À venir |
| 7    | À venir |
| 7    | À venir |

| Rang | Pays    |
| ---- | ------- |
| 1    | À venir |
| 2    | À venir |
| 3    | À venir |
| 3    | À venir |
| 5    | À venir |
| 5    | À venir |
| 7    | À venir |
| 7    | À venir |